# 日産・AD
AD（エーディー）は、日産車体が製造、日産自動車が販売する商用車である。かつてはOEM供給モデルとして、三菱・ランサーカーゴ、マツダ・ファミリアバンとスバル・レオーネバンも存在した。

## 車名の由来と変遷
「AD」は「ADVANCE」の略語で、先進、前進、進歩の意味から「先進性」「進歩性」を表現している。また、コマーシャル（CM）の別名である「ADMISSON」からも由来している。なお、「AD」の名前はかつて、910型とU11型ブルーバードのワゴン・バンに使われていた（ブルーバードADワゴン・ADバン）。
初代の型式はVB11となっており、サニーの派生車であることが伺える。また、初期の頃は販売店ごとにペットネームが異なっていた（後述）が、後にADバンに統一した。2代目からは独立した系譜となっているが、日産車における型式指定の慣例とは異なり、車両型式の十の位の数字が奇数となっている。これは主に乗用車に当てられるもの（E12, R34, Y51など）だが、同時に本車種が乗用車の派生車であることの証拠にもなっている。
2代目の乗用車登録仕様はADワゴンとして別枠で設定されたが、しばらくしてサニーカリフォルニアと統合して誕生したウイングロードに一本化された。併せて、型式も共有している。
2006年12月に発売された4代目では単にADとして名前をあらため、上級モデルとしてADエキスパートが設定された。その後商用車のブランド戦略に則り、2016年11月からはNV150 AD（エヌブイイチゴーマル エーディー）となった。「NV」は「日産（Nissan）のバン（Van）」、「150」は「車両総重量1,500kgクラス」を表している。しかし2021年5月には、元のADに戻された。

## 初代 VB11型（1982年 - 1990年）
サニーバン、パルサーバン、バイオレットバン、オースターバンの後継車と位置付けられ、取扱販売会社ごとに、サニー系販社が「サニーADバン」、チェリー系販社（後にスカイライン系販社に統合）が「パルサーADバン」、ブルーバード系販社が「ダットサンADバン」と車名が区分されていて、車名を示すエンブレムや、ラジエーターグリルの塗装やメッキの有無により差別化を図った。
B11型系サニーをベースとしており、駆動方式はFF（前輪駆動）。「サニーカリフォルニア」とは、B310型系同様、積載能力を考慮して、リアドアより後ろならびルーフパネルといった車体外板やリアサスペンションが異なっている。ADバンは積載のためにリアサスペンションがリジッドアクスル + リーフスプリングであり、同じ商用車でも先代のパルサーバン（初代プレーリーやエスカルゴのベースになった）が横置きトーションバー・スプリングを使ったフルトレーリングアーム式独立サスペンションを使っていたのとは対照的に、酷使を想定した堅実な設計が採用されている。なお、B11サニーカリフォルニアより車両外寸が150 mm程短く100 mm程高い。登場時は丸型2灯式ヘッドランプ（SAE規格のシールドビーム）であった。搭載するエンジンE13S型、E15S型ガソリンエンジンと、CD17型ディーゼルエンジンの三種類。当初はサニーADバンにのみ2ドア車が設定されていたが、1983年（昭和58年）7月まで旧型のサニーバン（VB312型）が継続生産・販売されていた。
- 1982年（昭和57年）10月 - 発売[1]。
- 1983年（昭和58年）
  - 7月 - サニーADバンに2ドア車を追加。
  - 10月 - ビジネスCT（2ドア2シーター車）追加[注釈 1]。
- 1984年（昭和59年）10月 - 一部改良。番号灯位置をリアバンパー上部からバックドア（ナンバープレート横）へ移動。
- 1985年（昭和60年）9月 - サニーのB12型系へのモデルチェンジに伴い、マイナーチェンジ。ヘッドランプとラジエータグリルがB11サニーの輸出仕様で使われていた（SAE規格）角型2灯式シールドビームに変更された。4ドア2シーター仕様と最上級グレードのSGL、さらにリアスプリングを強化し、5名乗車時の最大積載量を300 kgとした重積載仕様車を1500DXに追加設定。なお、2名時の積載量は他グレードと同様400 kg。「NISSAN」のロゴが指定フォントに変更された。
- 1986年（昭和61年）8月 - 一部改良。車体強度が向上され、駐車灯が廃止される。
- 1988年（昭和63年）5月 - マイナーチェンジ。フロントバンパーをスチールからB11サニー前期型と同じポリプロピレン製へ変更。取扱販売会社ごとに異なっていた車名を「ADバン」に統一。SGLを廃止し、GLエクストラを新設。パワーステアリングを全車にオプション設定（GLエクストラのみ標準）。1500にのみ設定のあったAT車を1300ならび1700ディーゼルでも選択可能にした。また、シート表皮の見直しや小物入れスペース、ワイヤー式バックドアオープナー（開錠機能のみ）の拡張など、商品性、利便性の向上も図られた。
- 1989年（平成元年）6月1日 - AT車にシフトロックシステムを追加。

## 2代目 Y10型（1990年 - 1999年）
- 1990年10月 - モデルチェンジ。B13サニー、リアサスペンションはW10アベニールと基本構造を同一とする。搭載エンジンは直列4気筒DOHCのGA13DS型、GA15DS型、SOHCディーゼルのCD17型。駆動方式はFFと4WD[注釈 2]。先代のVB11型は、B11サニーと内・外装共に多くの共通部品が使われていたが、ほとんどが専用部品化された。また、B310〜B12のサニーカリフォルニアは、ワゴンとラゲッジ周りやリアサスなどの差別化を図っていたが、このモデルよりバンと同一となり、2ドア、並びに2シーター車が消滅し、全車5ドア5人乗りとなる。同時に毎年車検の煩わしさを避けたいユーザーのために乗用（5ナンバー）登録のADワゴンを設定。ワゴンのVE以上は4本スポークステアリングが採用された。
  - ADワゴンの名称は、かつてWU11ブルーバードのワゴン仕様で使われていた。1987年～最上位のブルーバードワゴンにはブルーバードターボSSSの名称がグレード名として初めて使用された。
- 1992年
  - 1月 - バンGA13DS車にDX-G追加。
  - 4月 - 一部の欧州車に見られるフルゴネット (Fourgonette) やレジャー・アクティビティ・ビークル（LAV）を思わせるスタイルのAD MAX （エーディー マックス）バン、ワゴンを追加。新たに起こされたボディーは、Bピラー以降に大きな四角い箱を継いだシルエットで、リアドアを廃した3ドアとなった。ホイールベースを70mm延長して全長を4,270mmとし、全高は1,810mm（数値はワゴン）まで高められ、荷室高は1,200mmを確保している。バックドアは開閉が楽な観音開きで、グレードにより、両ドアにワイパーも備わる。側面後部のエクストラウインドウが目を引くが、少数ながら、バンにはシンプルな矩形の引き違い窓のモデルもある。このような欧州スタイルを取り入れた日本車は、生産車ではAD MAXとスズキ・アルトハッスルのみで、コンセプトカーを含めても、オートザム・レビューをベースとしたM2 1004がある程度で、少数派である。
- 1993年
  - 8月 - マイナーチェンジ。1300cc車のA/Tが4A/Tに、VX車の外観が下級グレードと同様の角型2灯式ヘッドランプ、グリル一体型フロントバンパーに変更される。ワゴンのディーゼルエンジンをCD17からCD20へ変更。
  - 9月 - タイ、および台湾にて東南アジア向け「ADリゾート」の生産、および販売開始。同月にはメキシコ日産から日本向けADバンの出荷（Y10X型）が開始された（メキシコ現地名はツバメ、後にツルワゴンに改称）。タイではこのY10型ワゴン[注釈 3]をベースにしたピックアップトラックを「ウイングロード」の名称で販売している。
- 1994年8月 - マツダにバンは「ファミリアバン」として、ワゴンは「ファミリアワゴン」として、富士重工業（現・SUBARU）へ「レオーネバン」（バンのみ）としてOEM供給を開始（スバル向けOEMは2001年で終了）。
- 1995年6月 - ワゴン一部変更。ガソリンエンジンのGA13DSを廃止し、GA15DSからGA15DEへ変更。グリルを変更し、運転席SRSエアバッグを全車標準とするほか、「LEエクストラ」を追加。同月にはメキシコ日産から日本向けADワゴンの出荷が開始された（メキシコ現地名はツバメ）。
- 1996年
  - 4月 - バンは全車に運転席SRSエアバッグがメーカーオプションで設定される。
  - 5月[3] - ワゴンが生産・販売終了。サニーカリフォルニアと統合し、ウイングロードとして生まれ変わる。同時にMAXワゴンも生産終了[4]。在庫対応分のみの販売となる。
- 1997年5月 - マイナーチェンジ。主な変更点は、バンのエンジンをワゴンに先行搭載されていたGA13DE型、GA15DE型、CD20型に、ディーゼルエンジン車の4WDシステムをフルタイム4WDの「ATTESA」に変更。2WD車のフロントブレーキをベンチレーテッドディスクに、4ドアバンのヘッドランプをハロゲンバルブに、ステアリングホイール、シフトレバー、パーキングブレーキレバーを抗菌仕様に、など。寒冷地仕様にワイパーデアイサーがオプション設定される。
- 1999年
  - 4月13日 - GA15DEエンジン車に低公害車（LEV）を設定。
  - 5月[5][6] - バンとMAXバンの生産終了。在庫対応分のみの販売となる。
  - 6月 - 3代目と入れ替わって販売終了。

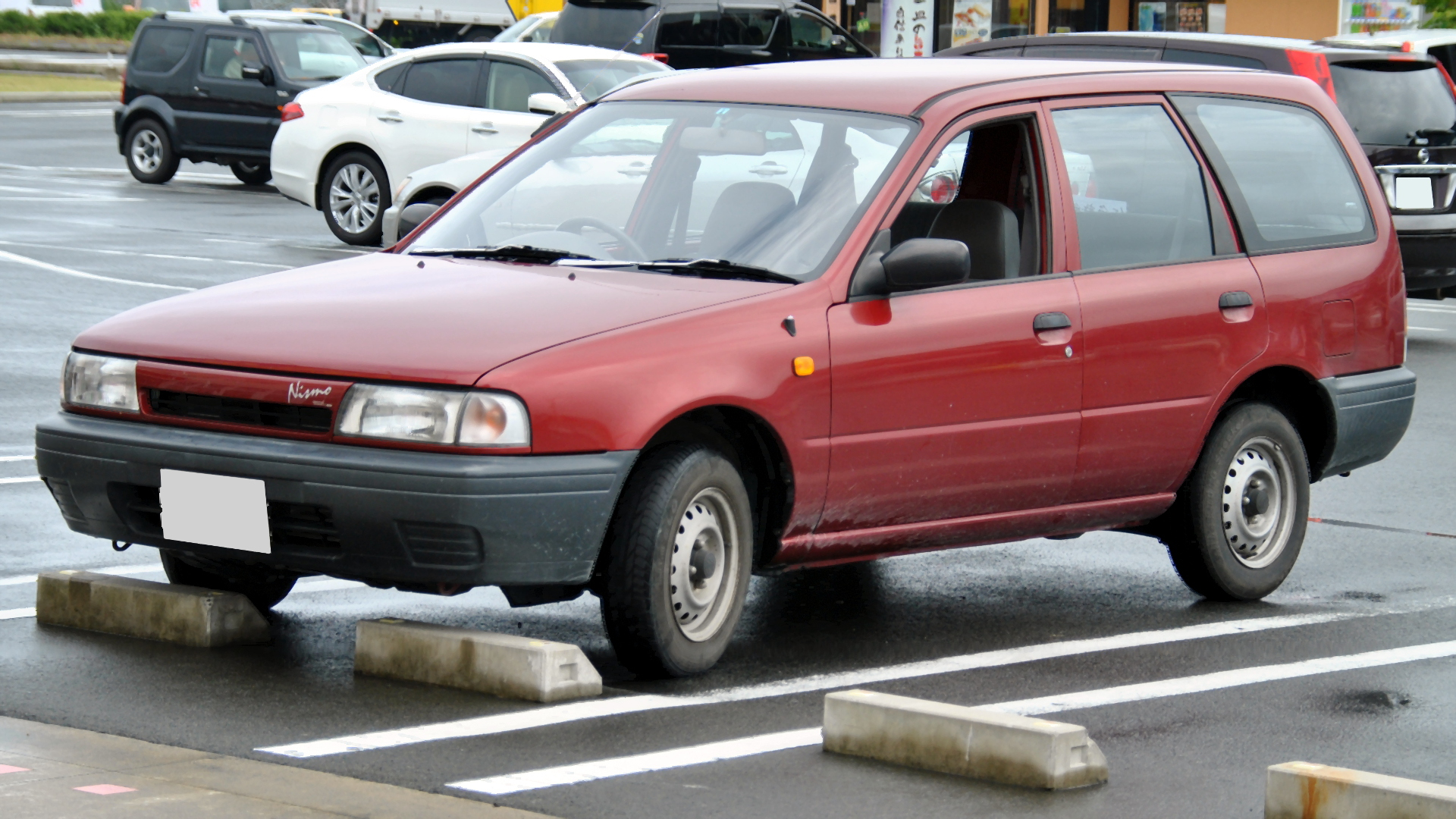
ADワゴン
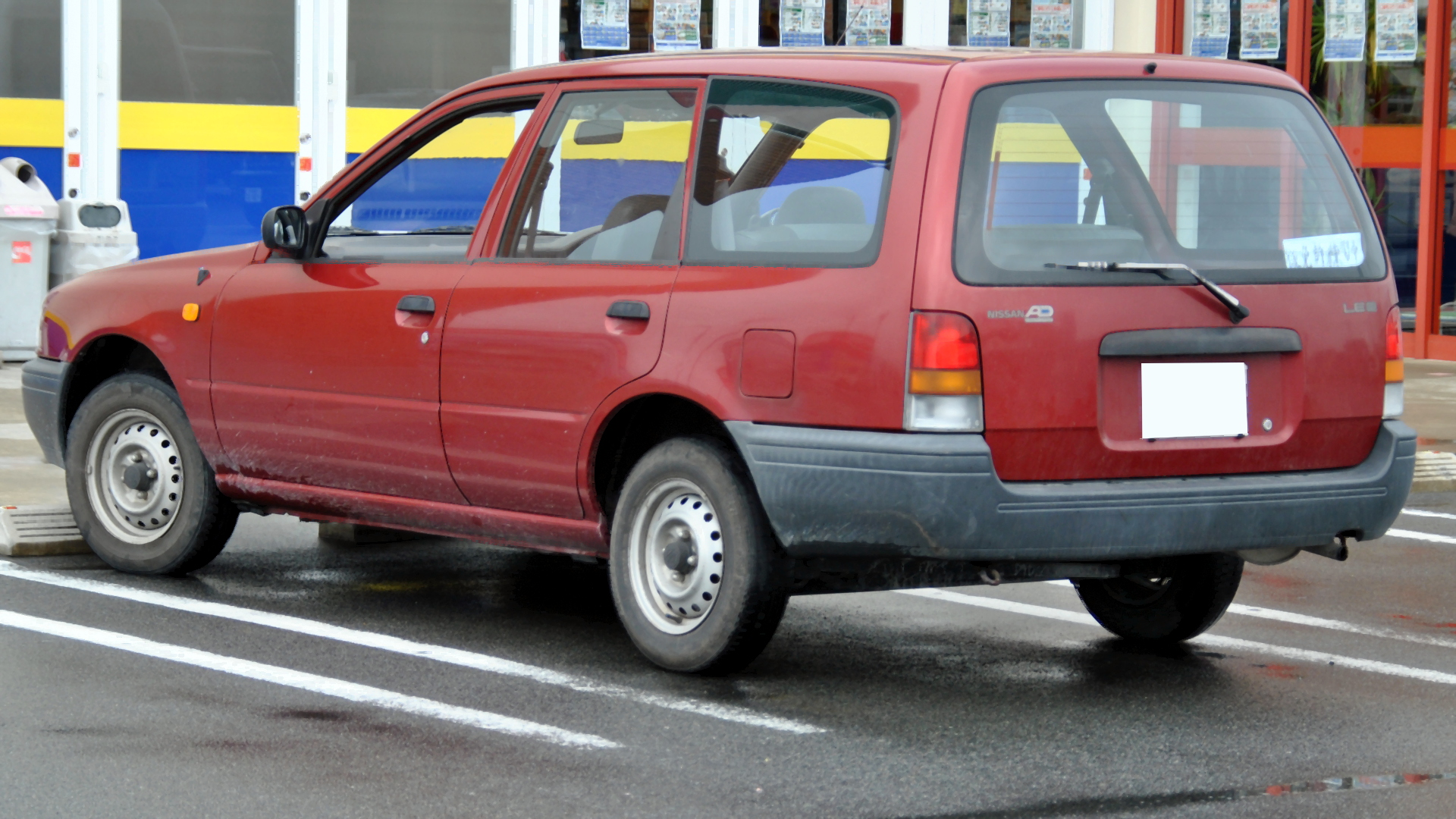
ADワゴン リア
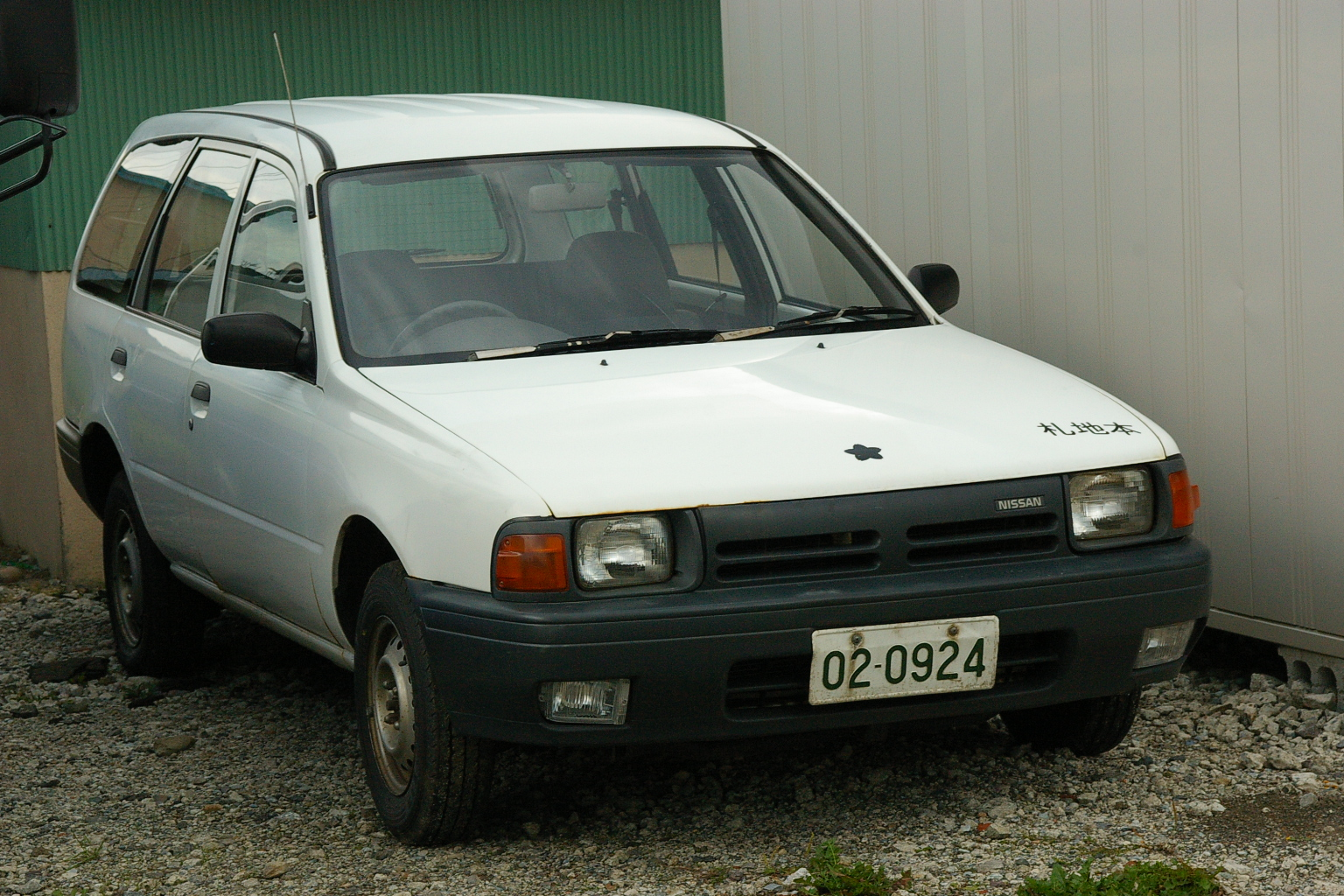
陸上自衛隊では業務車2号と呼ばれる （自衛隊地方協力本部所属車）
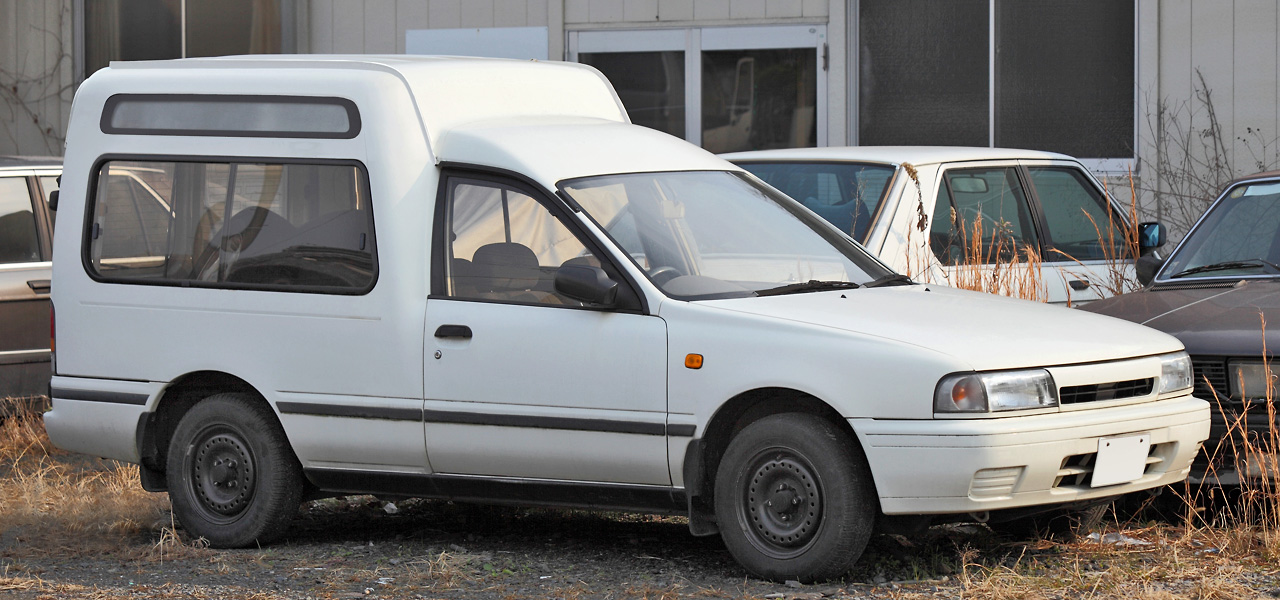
AD MAX ワゴン1500 VX
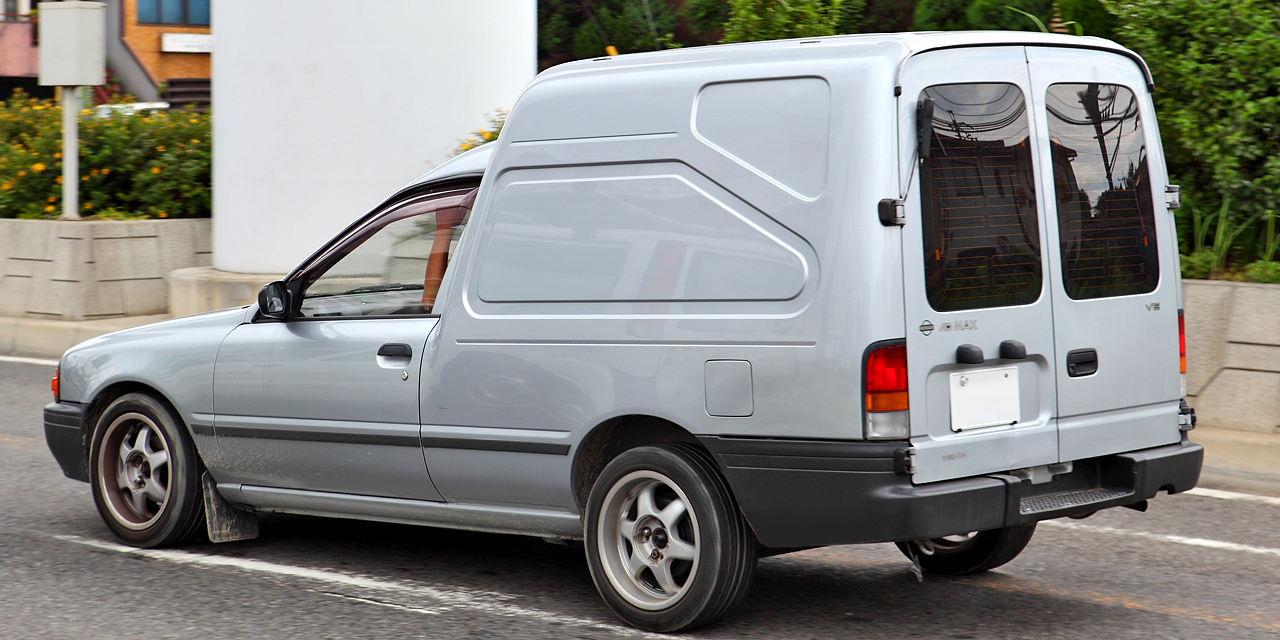
AD MAX バン1500 VE
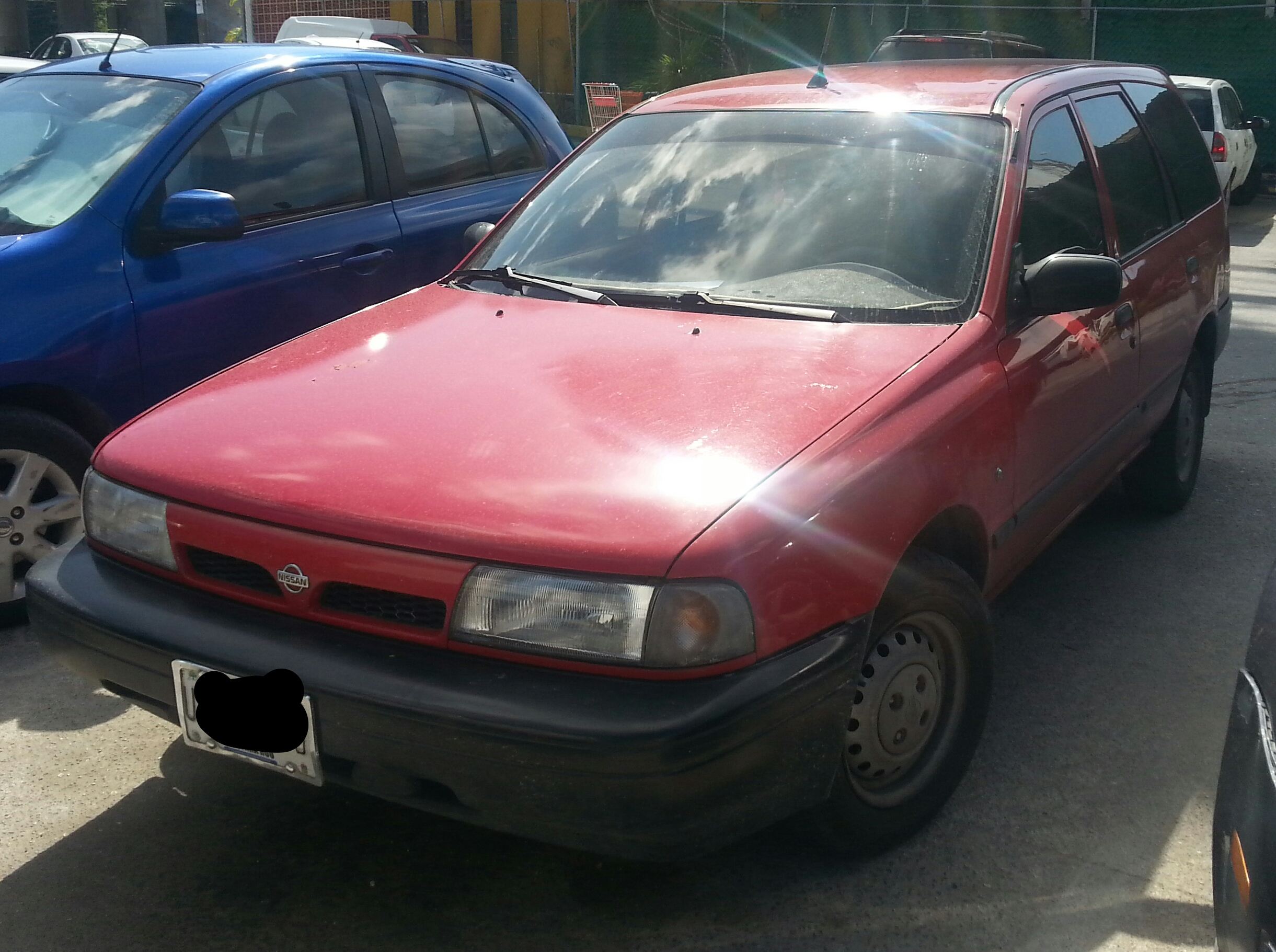
メキシコ向け　ツルワゴン　フロント
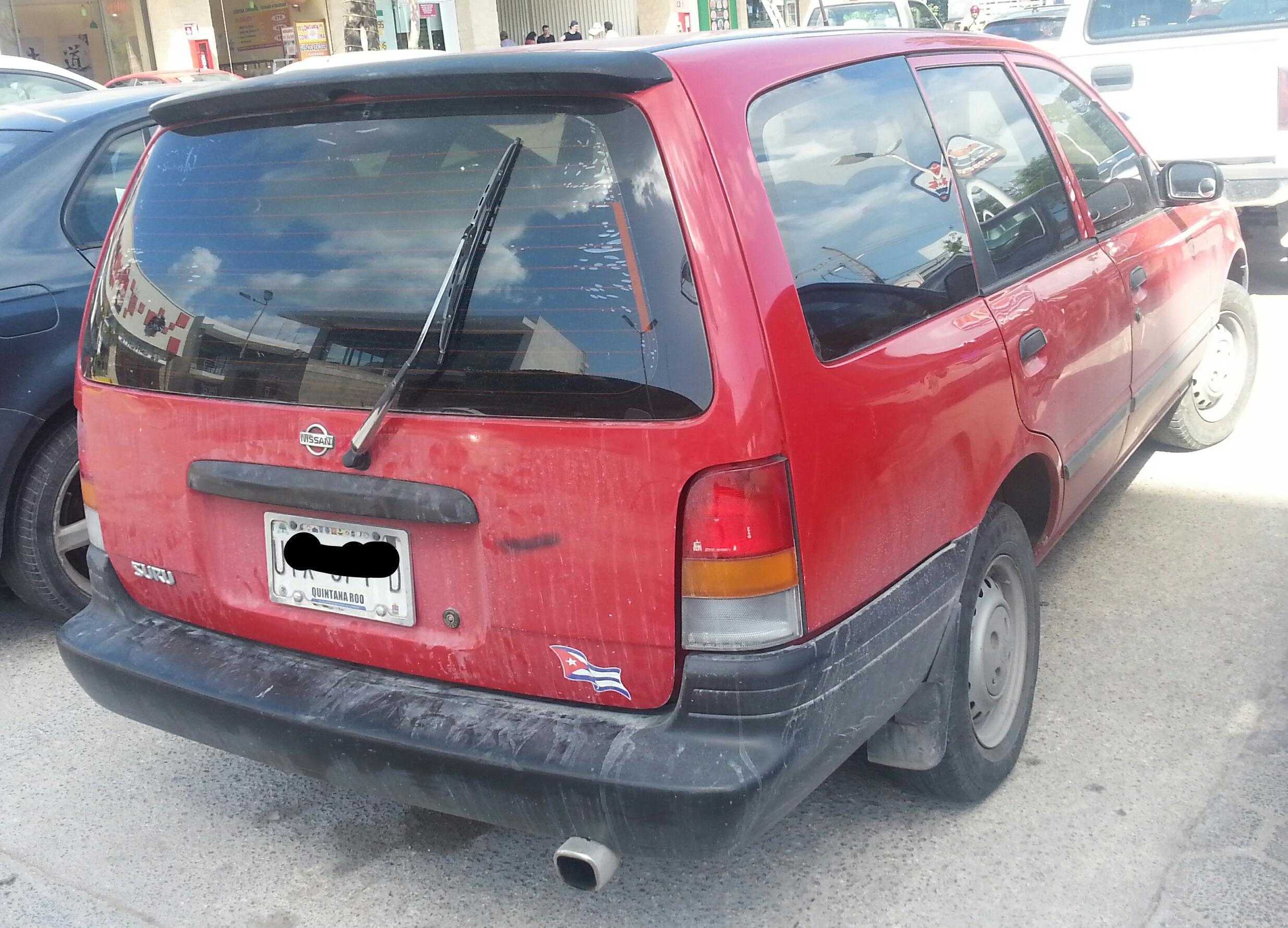
メキシコ向け　ツルワゴン　リヤ

## 3代目 Y11型（1999年 - 2008年）
- 1999年
  - 6月1日 - モデルチェンジ。前モデル同様、2代目ウイングロードと基本構造を同一とする。搭載エンジンは全て直列4気筒。DOHCガソリンエンジンのQG13DE型、QG15DE型を2WD専用とし、QG18DE型を4WD専用、DOHCディーゼルエンジンのYD22DD型を2WD、4WD両方に設定した。なお、ウイングロードは2005年11月に3代目（Y12型）にフルモデルチェンジを行ったが、ADバンは仕様を限定しながら引き続きY11型のまま2008年12月まで継続販売されていた。運転席エアバッグが標準装備され、Y11型のみオプションでサイドエアバッグが設定されていた。
  - 6月21日 - 4WD車を追加[注釈 4]。
- 2000年
  - 1月14日 - QG18DEN型CNG燃料噴射方式エンジンを搭載するCNGV（圧縮天然ガス自動車）を追加。
  - 4月3日 - 運輸省が2000年度より開始した低排出ガス車認定制度で「超-低排出ガス車（平成12年基準排出ガス75%低減レベル）」としてCNGVが初めて認定。認定に伴い型式変更。
  - 10月 - ガソリン車が「良-低排出ガス車（平成12年基準排出ガス25%低減レベル）」の認定を受ける。
- 2001年3月 - 同月末をもって日産車体京都工場での生産を終了し、生産を日産車体湘南工場に移管。また、富士重工業向けのレオーネバンのOEM供給も終了。
- 2002年
  - 7月24日 - CNGVが国内累計販売1000台を達成。
  - 8月29日 - マイナーチェンジ（中期型）。バックドアのプレスなど、内外装を一部変更する。ディーゼルはしばらく設定するが後に廃止。ガソリン車も「超-低排出ガス車」の認定を受ける。
- 2004年5月26日 - 一部改良（後期型）。左側後退灯を廃止し、フロントターンシグナルランプのレンズをホワイトレンズ化するなど、一部改良にて内外装のデザインを変更、および利便性を高める。
- 2005年11月 - 一部改良。ヘッドランプにマニュアルレベライザー機能とフロントフェンダーにターンシグナルランプを新設し、灯火器保安基準（改正）に適合させた。
- 2006年
  - 1月 - 生産拠点を日産車体湘南工場から日産九州工場に移管。
  - 12月 - Y12型登場により4WD車、MT車およびCNG車のみのラインアップとなる。
- 2008年12月3日 - Y12型と併売していた4WD車、MT車およびCNG車が販売終了。

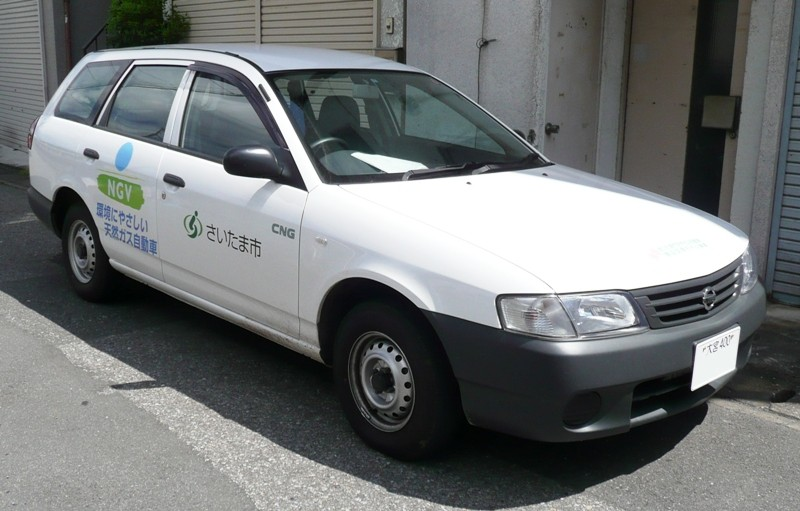
AD CNG
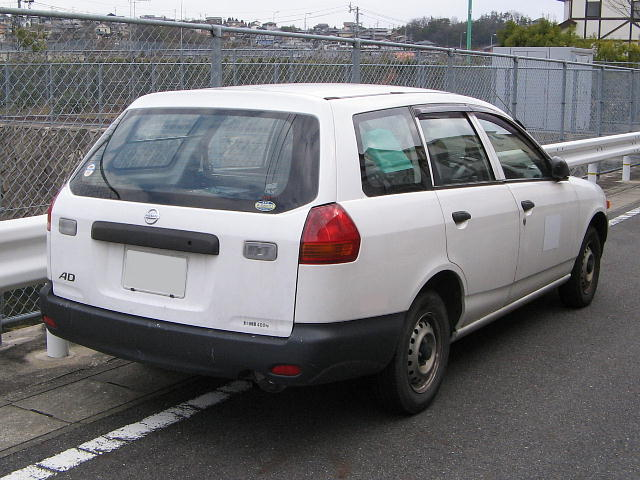
中期型リア

## 4代目 Y12型（2006年 - ）
フルモデルチェンジに伴って車種名がADに改められ、同時にエキスパート後継となる上級仕様の派生車種であるADエキスパートが新設された。3代目ウイングロード（Y12型）と基本構造を共有するが、リヤサスペンションは、同方式ながらスペース効率を高めるためよりコンパクトなものに変更されている。当初はガソリンエンジン搭載の2WD車のみのラインナップであり、エンジンはCR12DE型、HR15DE型、MR18DE型（ADエキスパートのみ）を設定している。採用されるトランスミッションは、4速オートマチックのみであったが、後のマイナーチェンジで1.5L車はCVTに変更された。
最大積載量はADのみに設定される1200cc車が300kg、1500cc車以上では450kgとなっている。また、上級仕様の派生車種であるADエキスパートは全車カラードバンパーが装備される。
インパネは商用車としての利便性を考慮した専用設計となっている。インストアッパーボックスのフタには、自動車では世界初のホワイトボードが標準装備され、助手席シートバックには可倒式テーブルも装備されている。また、燃料給油口の位置がプラットフォームの関係上、初代同様の右側に移された。生産拠点は日産車体湘南工場に戻っている。
2025年3月現在、発売開始から18年を越える同社の現行車種としては最長寿車種となっている。ベルコグループではADエキスパートをベースとしたセンターストレッチ仕様の洋型霊柩車を導入している。
- 2006年12月20日 - モデルチェンジ（発売は2007年1月19日より）[7]。
- 2007年1月24日 - マツダにOEMされているファミリアバンの一部グレードもこのモデルに変更された。
- 2008年
  - 12月3日 - HR16DEを搭載した4WDモデルを追加。ウイングロードは後輪の駆動にモーターを用いたe-4WDを採用しているが、ADでは先代同様オートトルクコントロール4WDを採用している。最大積載量は400kg。同時に2WD車も一部仕様変更。なお、2006年12月のフルモデルチェンジ後も先代のY11型を継続販売していたMT車並びにCNG車は販売終了となった。
  - 12月24日 - 年間3000台規模で三菱自動車工業向けにランサーカーゴとしてOEM供給を開始[8][9]。
- 2009年5月20日 - 一部仕様変更で全車に助手席SRSエアバッグシステムが標準装備となり、4WD車には寒冷地仕様が標準設定となった。
- 2010年8月23日 - 一部仕様変更。全車に100V・100Wの電源コンセントとアシストグリップ（ADは助手席のみ、ADエキスパートは助手席と後席2箇所）を新たに設定し、ADの「DX」を除く全てのグレードで、ドアミラーをエクステリアカラー同色に変更した。ADエキスパートはこれにインテリジェントキーとエンジンイモビライザーも追加装備した。
- 2012年5月10日 - 一部改良。同年7月以降の生産車に適用される安全法規に対応するため、ADの全グレードとADエキスパートの「LX」で前席ハイバックシートのヘッドレスト上端を延長し、全グレードで後席中央シートベルトのタング形状を変更した。
- 2013年5月20日 - 一部改良。ADの2WD車（1.5L車）及びADエキスパート「GX」の2WD車のトランスミッションを副変速機付CVTに、エンジンをジュークやキューブで採用されたデュアルインジェクター・ツインCVTC付きのHR15DEに変更したことで燃費・出力を向上し、「平成27年度燃費基準+20%」を達成。併せて、全車でメーターデザインを変更し、燃費計（瞬間燃費・平均燃費・渡航可能距離）を標準設定。インパネもブラックに変更した。なお、今回の一部改良により、ADの2WD車に設定されていた1.2L車は廃止された。
- 2016年
  - 1月18日 - 同年4月から適用されるオフセット衝突時の乗員保護の技術基準と同年8月から適用される自動車の電磁両立性の技術基準への適合並びに全国希望小売価格を改定する仕様変更を行うことを発表した（1月26日販売開始）[10]。
  - 11月30日 - マイナーチェンジを行うとともに、ADとADエキスパートを統合してNV150 ADに改名することを発表（12月26日販売開始）[2]。

新たに、歩行者検知にも対応したエマージェンシーブレーキ、LDW（車線逸脱警報）、VDC（ビークスダイナミックコントロール）を全車に標準装備し、安全性能を強化（なお、最上位グレード以外はメーカーオプションでこれらの装備をレスに設定することも可能である）。
外観はフロントマスクが刷新され、Vモーショングリルを採用。内装はインストアッパーボックスとグローブボックスの大容量化によって収納力を向上し、2WD車はセンターコンソール周辺の形状変更により、カップホルダーが500ml紙パックに対応するものとされた。なお、インストアッパーボックスの大容量化に伴いホワイトボードの装備はなくなった。
グレード体系は2WD車・4WD車で共通化するとともに大幅に整理され、従来のADに相当する「DX」と「VE」、従来のADエキスパートに相当する「エキスパートLX」と「エキスパートGX」の4グレードとなった。ADエキスパートに設定されていた1.8L車も併せて廃止された。
- 2018年
  - 3月24日 - 日産・ウイングロードが販売終了したが、本車両は引き続き継続生産して販売されている。
  - 6月21日 - マツダ・ファミリアバンがトヨタ自動車のプロボックス・サクシード[13]のOEMに切り替わったため、マツダ向けOEM供給を終了。
- 2019年4月 - 三菱・ランサーカーゴが販売終了のため、三菱自動車向けOEM供給を終了。これにより、1994年8月以来、約25年ぶりにOEM供給のない日産ブランド専用車に戻った。
- 2021年5月24日 - 一部仕様向上を行い、同時に車名が2016年11月のマイナーチェンジ以来約4年5ヶ月ぶりにADへ回帰された[14]。

2WD車にアイドリングストップが搭載され、燃費性能が改善されたほか、先行車または対向車や周囲の明るさに応じて上向きと下向きを自動で切り替えるハイビームアシスト、足を踏み替える間の2秒間ブレーキ力を保持するヒルスタートアシスト、USB電源ソケットを全車に標準装備。4WD車には運転席ヒーターも装備された。
また、ステアリングに抗菌処理が施され、フロント・リアのエンブレム・ステアリング・センターキャップ及びグレード別設定（グレードにより標準装備またはメーカーオプション）のインテリジェントキーのCIが2020年7月に改定された新CIとなった。
なお、今回の一部仕様向上により、WLTCモードによる燃料消費率（JC08モードも併記）及び排出ガスに対応し、2WD車は「平成30年排出ガス基準50%低減レベル（☆☆☆☆）」認定を取得した。
- 2022年9月1日 - 今後の部品供給リスクが更に見込まれることと、すでに注文を受けているユーザーへの確実な納車を優先させるため、この日から一時オーダーストップ（受注停止）された[15]。
- 2023年4月10日 - 世界的な原材料費や物流費などの高騰を鑑み、グレード・駆動方式により13.75～15.07万円（10%の消費税込）値上げする価格改定を実施の上、約7ヶ月ぶりに注文受付が再開された[16]。
- 2024年3月1日 - 一部仕様変更[17]。

各種法規への適合化が行われ、安全面では「踏み間違い衝突防止アシスト」を追加。また、グレード体系が整理され「エキスパートLX」を廃止。価格も変更され、グレードを問わず2WD車は38,500円、4WD車は85,800円（いずれも10%の消費税込）それぞれ値下げされた。
なお、2WD車は2022年度燃費基準達成車となった。
- 2025年
  - 1月21日 - 同年11月末までを目途に生産を終了すると読売新聞が報道[18][19]。
  - 4月3日 - 資材や物流費などのコスト上昇などを受け、NV200バネットと共に価格改定を実施。グレードを問わず2WD車は9.9万円、4WD車は11万円（いずれも10%の消費税込み）それぞれ値上げされた[20]。

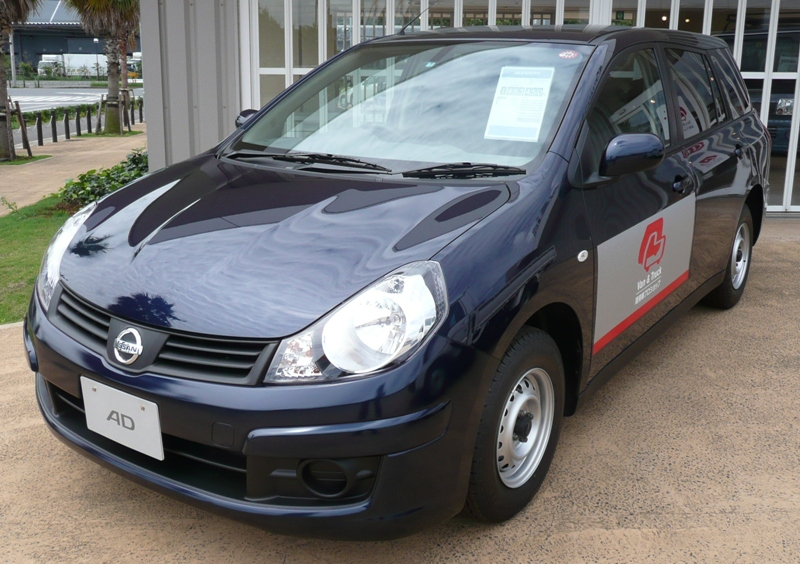
2006年12月発売型 ADエキスパート
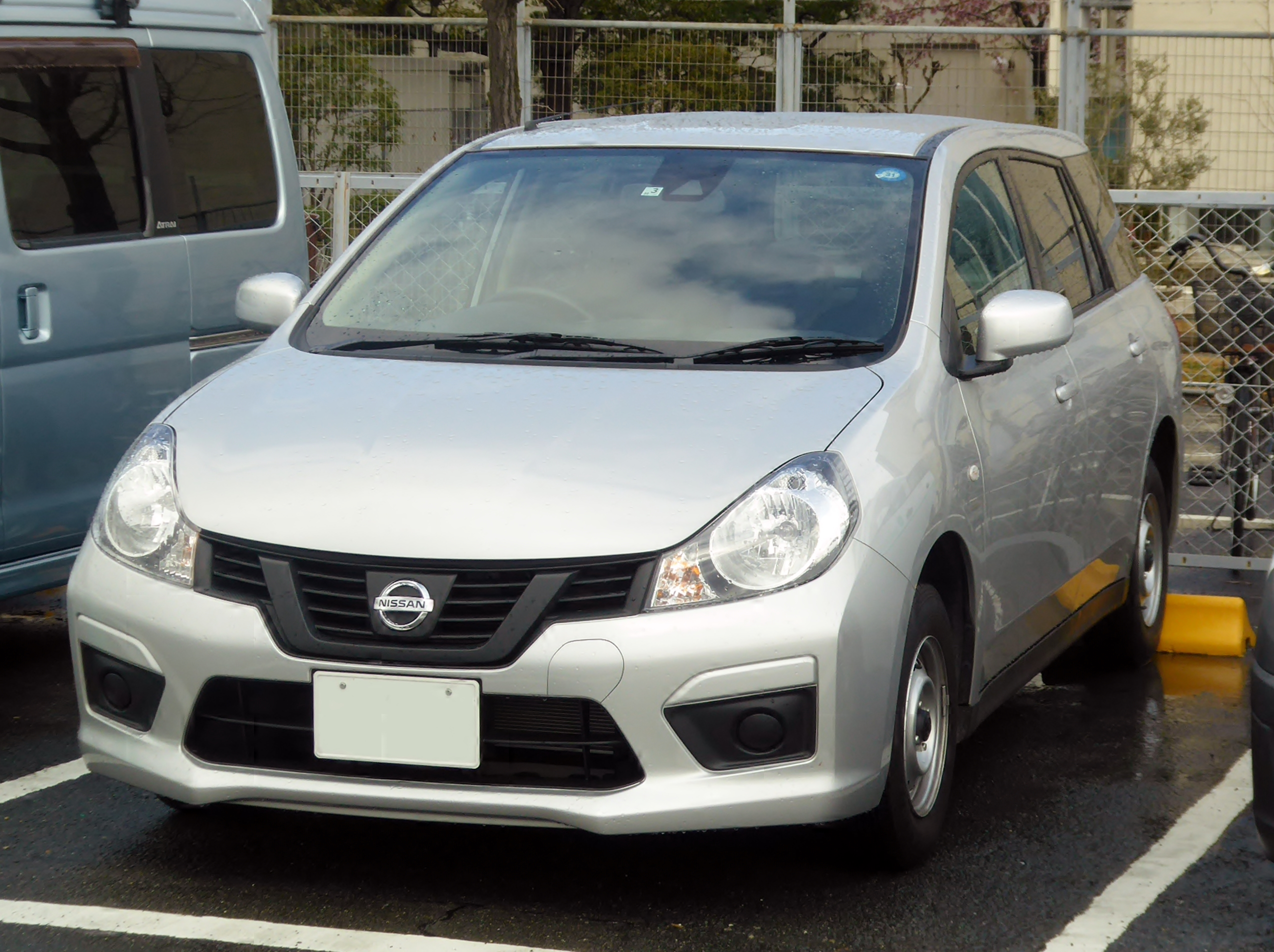
2016年11月改良型 NV150 AD エキスパートLX
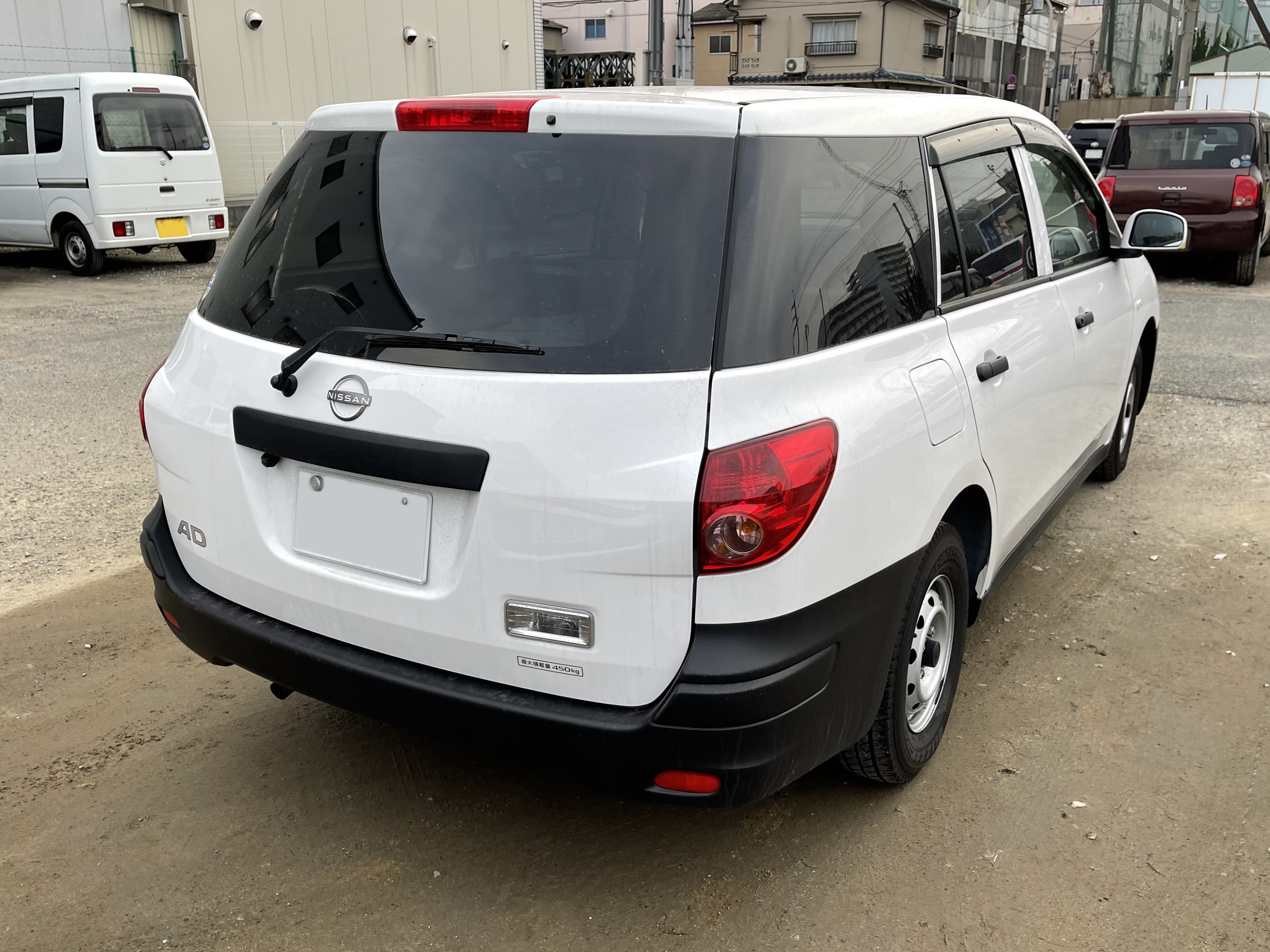
2021年5月改良型 AD DX リア
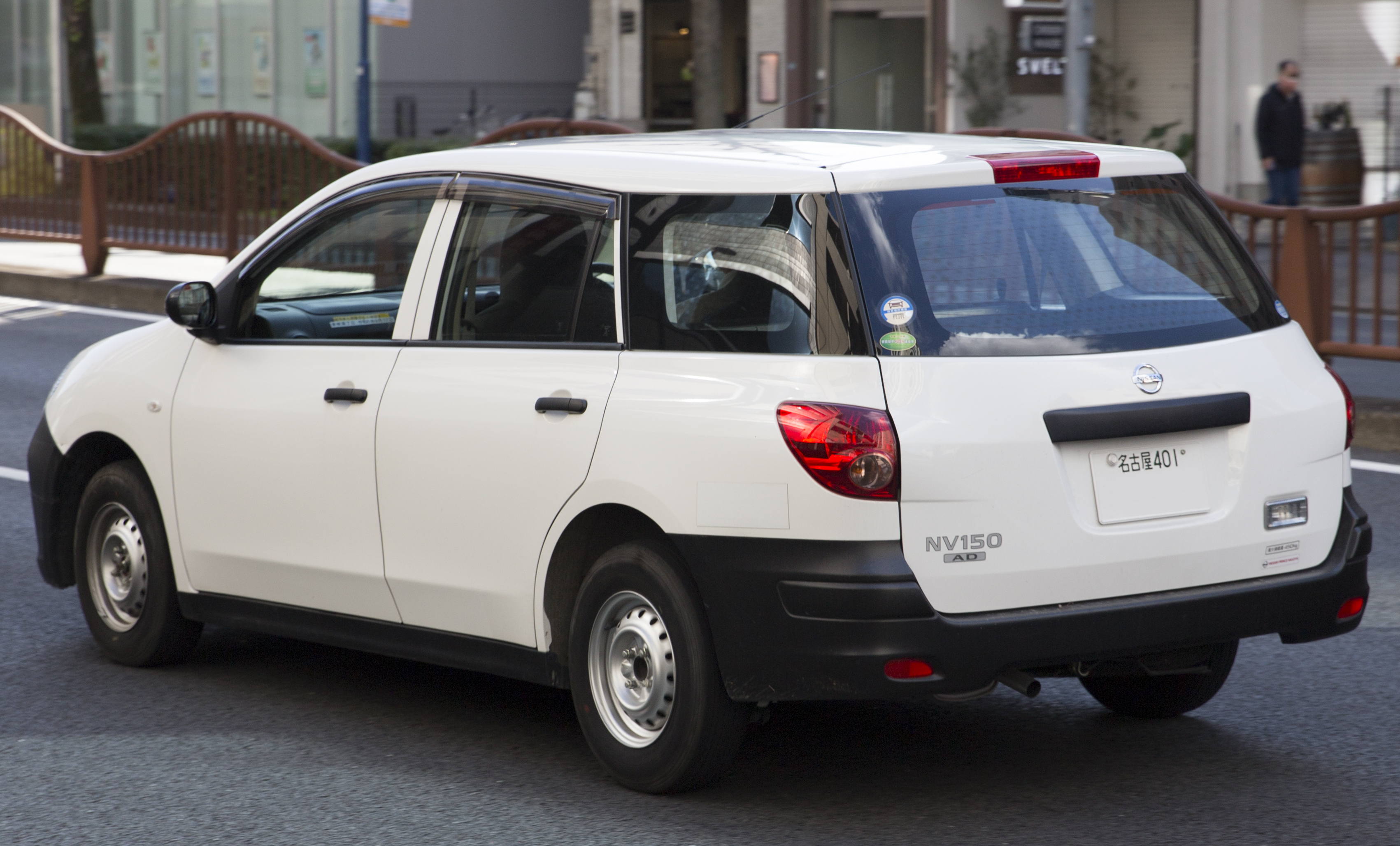
2016年11月改良型 NV150 AD DX リア
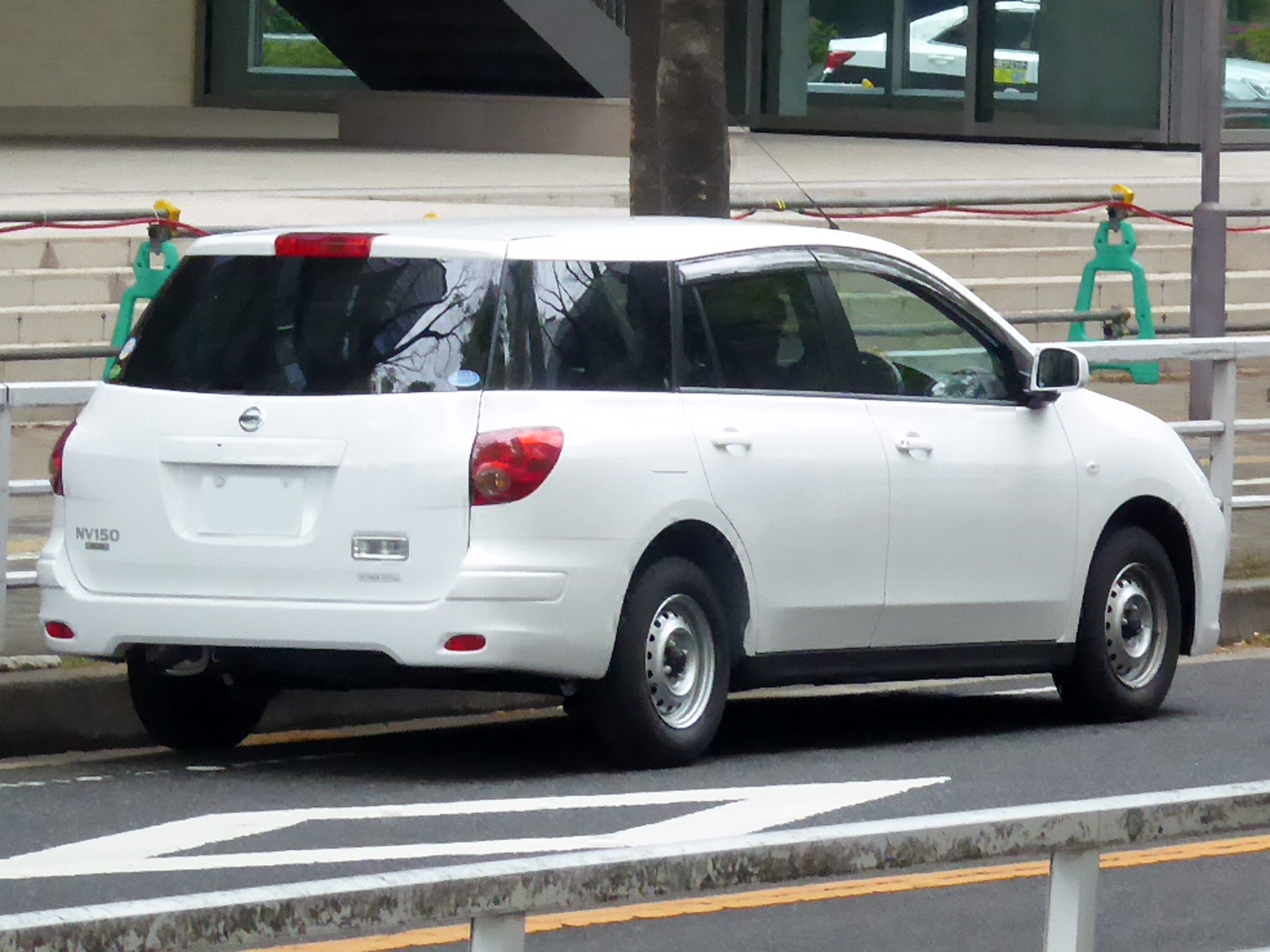
2016年11月改良型 NV150 AD エキスパートLX リア
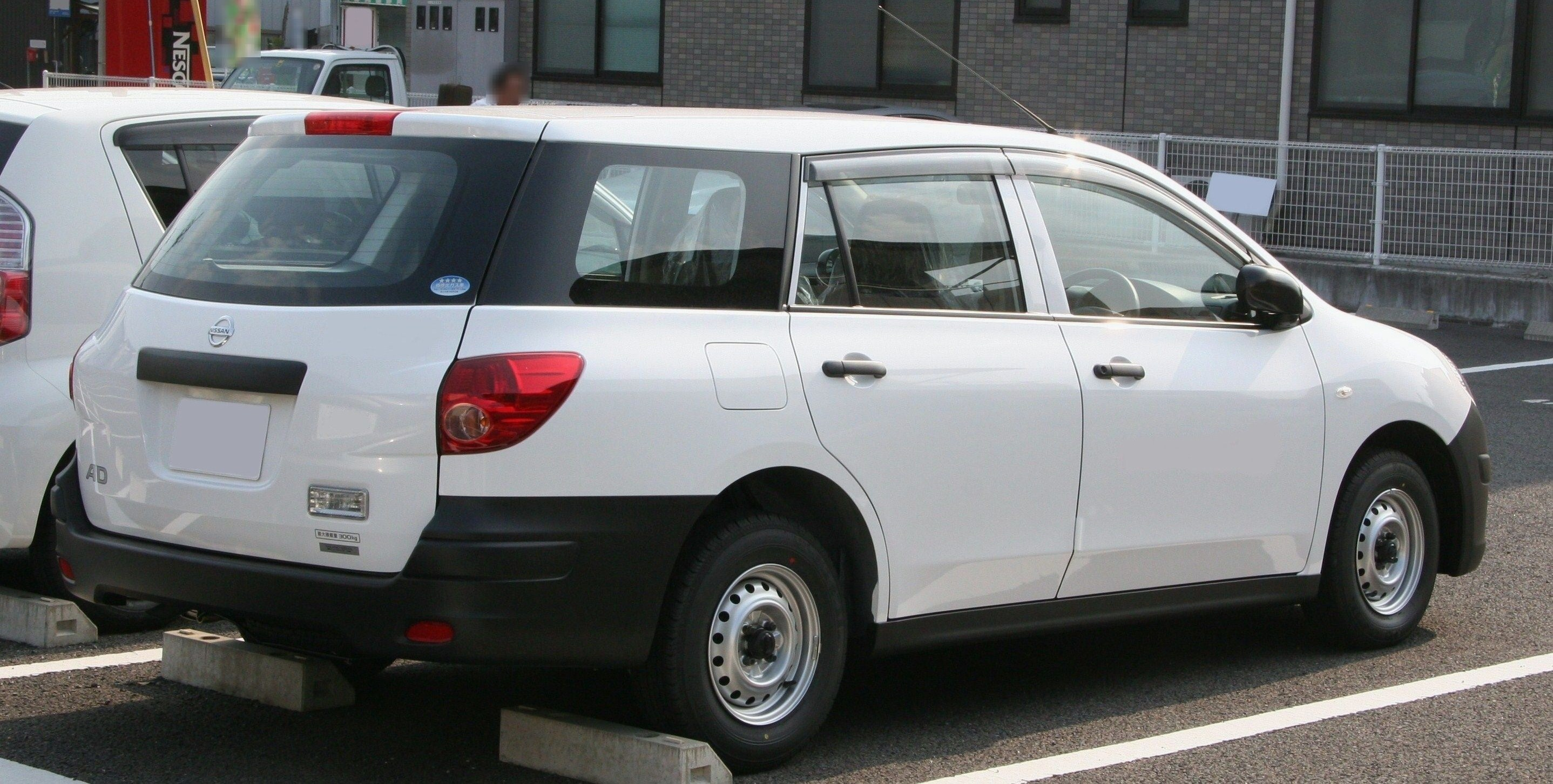
2006年12月発売型 AD リア
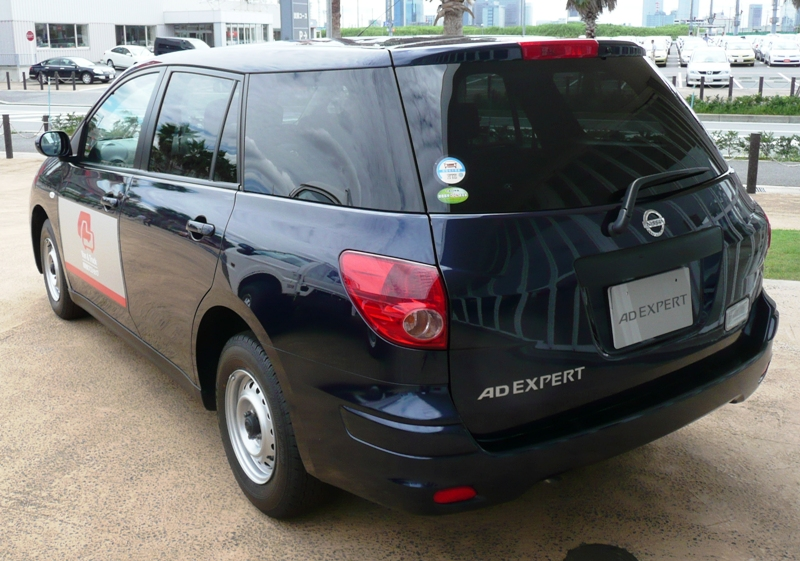
2006年12月発売型 ADエキスパート リア
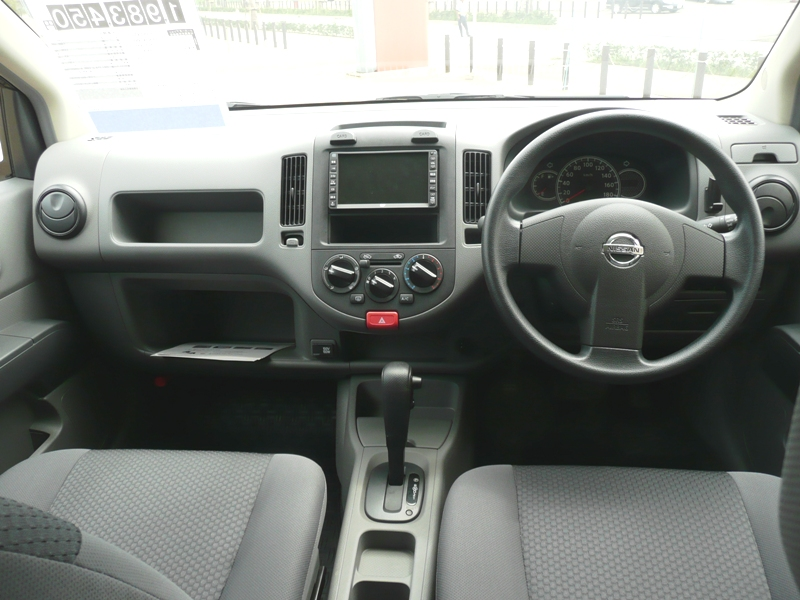
2006年12月発売型 ADエキスパート インテリア